# Jean-Jacques Susini
Jean-Jacques Susini (* 30. Juli 1933 in Algier, Französisch-Algerien; † 3. Juli 2017) war ein rechtsgerichteter französischer Politiker und Mitbegründer der Terrororganisation Organisation de l’armée secrète (OAS).

## Biografie
Susini wurde 1933 in Algier in einer Familie europäischer Kolonialisten geboren und gehörte damit zu den sogenannten Pieds-noirs. Sein Vater war korsischer Herkunft, Eisenbahner, Gewerkschaftsmitglied und stand sozialistischen Ideen nahe. Susini, der bei seiner Großmutter aufwuchs, nahm politisch einen anderen Weg. Im Jahr 1948 trat er der von Charles de Gaulle gegründeten Partei RPF (Rassemblement du peuple français, „Sammlungsbewegung des französischen Volkes“) bei und zählte dort zum rechten Flügel. Susini war Befürworter eines Staatsstreiches gegen die IV. Republik und enttäuscht, dass de Gaulle sich gegen diesen Schritt entschied. Daraufhin näherte sich Susini der neofaschistischen Jeune Nation an und gründete das Mouvement National Etudiant („Nationale Studentische Bewegung“). 1959 übernahm er den Vorsitz der Allgemeinen Studentenvereinigung von Algier.
Im Januar 1960 wurde er, zusammen mit Pierre Lagaillarde und Joseph Ortiz, mitverantwortlich für die Aufstände des journée des barricades („Tag der Barrikaden“) in Algier gemacht. Er wurde verhaftet und verbrachte neun Monate im Gefängnis La Santé in Paris. Im Gefängnis wurde er von Jean-Marie Le Pen besucht und freundete sich mit ihm an. Er wurde vorübergehend entlassen und floh mit vier weiteren Angeklagten (Pierre Lagaillarde, Jean-Maurice Demarquet, Marcel Ronda und Fernand Féral Lefevre) nach Spanien. Spanien wurde zu dieser Zeit von dem faschistischen Diktator Francisco Franco regiert, der die OAS unterstützte.
Am 20. Januar 1961 gründete er in Madrid, zusammen mit Pierre Lagaillarde und General Raoul Salan, die OAS. Er leitete die Abteilung „Psychologische Aktion und Propaganda“ (APP).
Am 20. Juli 1962 floh Jean-Jacques Susini erneut und versteckte sich fünf Jahre in Italien unter einer falschen Identität. In dieser Zeit wurde er in Frankreich wegen der Attentate auf Charles de Gaulle und seiner Rolle innerhalb der OAS in Abwesenheit zweimal zum Tode verurteilt. Nach der Exekution Jean Bastien-Thirys 1963 war die OAS faktisch am Ende.
Jean-Jacques Susini profitierte von der Amnestie, die 1968 von Charles de Gaulle erlassen wurde, und kehrte nach Frankreich zurück. 1970 wurde er erneut verhaftet und verbrachte 16 Monate in Haft. 1972 wurde er wieder verhaftet und verbrachte zwei Jahre im Gefängnis. Er soll die Ermordung und das Verschwindenlassen von Oberst Raymond Gorel (alias Cimeterre), Ex-Kassierer der OAS, organisiert haben. Er kam durch eine Amnestie bzw. ein Gesetz, das durch die Regierung François Mitterrand erlassen wurde, frei.
Er war Mitglied des Front National. 1997 bei den Parlamentswahlen war er Kandidat der Partei im 4. Wahlkreis des Départements Bouches-du-Rhône im Norden von Marseille, unterlag aber dem kommunistischen Kandidaten Guy Hermier. 1999 war er bei den Europawahlen ebenfalls Kandidat des FN.